# 디언테이 와일더

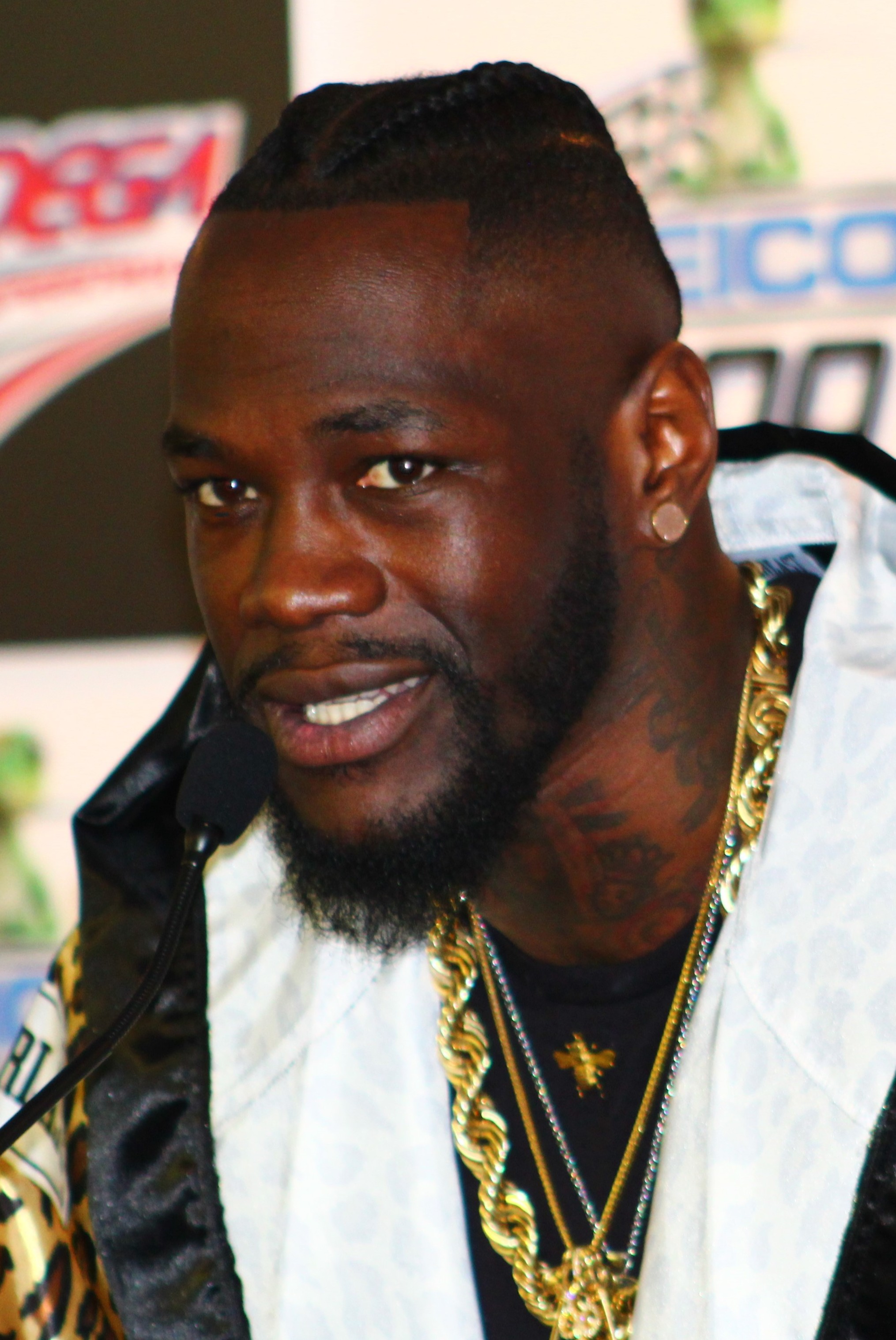
2018년 모습

디언테이 와일더(Deontay Wilder, 본명: 디언테이 레슌 와일더, Deontay Leshun Wilder, /ˈwaəshun Wilder/, 1985년 10월 22일 ~ )는 미국의 프로 복서이다. 2015년부터 2020년까지 세계 복싱 평의회(WBC) 헤비급 타이틀을 보유했다. 이 타이틀을 획득함으로써 와일더는 2007년 이후 첫 미국 헤비급 챔피언이 됐다. 이는 복싱 역사상 미국 헤비급 챔피언이 없는 최장 기간이었다.
와일더는 권투를 늦게 시작하여 20세에 스포츠를 시작했다. 아마추어로서 2008년 올림픽 헤비급 부문에서 동메달을 획득했다. 이로 인해 와일더는 "The Brown Bomber"라는 별명으로 알려진 조 루이스 (권투 선수)의 이름을 따서 "The Bronze Bomber"라는 별명을 얻었다.
와일더는 뛰어난 펀치력으로 유명하며 자신이 패배한 모든 상대를 KO시켰으며 복싱 역사상 가장 강력한 펀치 중 한 명으로 묘사되었다. 그의 KO 승률은 97.67%로 헤비급 역사상 가장 높았으며, 1라운드에서 20회의 KO(48%)를 기록했다. 그는 프리미어 복싱 챔피언스 올해의 녹아웃 상(2016, 2017, 2019)을 세 번이나 수상했으며 더 링 매거진이 선정한 올해의 녹아웃 상(2019)을 수상했다.

## 같이 보기
- 올림픽 복싱 메달리스트 목록
- 2008년 하계 올림픽 복싱